# A Shot in the Dark (film, 1941)
Pour les articles homonymes, voir A Shot in the Dark.
Pour plus de détails, voir Fiche technique et Distribution.
A Shot in the Dark est un film américain réalisé par William C. McGann, sorti en 1941.

## Synopsis
Le propriétaire de la boîte de nuit Philip Richards a annoncé qu'il épouserait Helen Armstrong et vendrait son entreprise à George Kilpatrick. Un racketteur local, Schaffer, veut savoir pourquoi Philip a refusé son offre plus élevée et profère une menace contre George Kilpatrick. L'ex-petite amie de Philip, Clare Winters, essaie de l'empêcher de vendre le club et de tenir une arme sur lui, qu'il emporte et met dans son coffre-fort. Un journaliste, Peter Kennedy amoureux de la chanteuse du club Dixie Waye (Nan Wynn) rencontre George Kilpatrick à l'aéroport, qui se fait tirer dessus en se rendant au taxi.
Rival de Peter pour les affections de Dixie, le lieutenant William Ryder interroge Philip sur le meurtre de George Kilpatrick. À l'appartement de Philip, William est présenté à la fiancée de Philip, Helen, et à son frère Roger. En attendant chez Clare, Peter découvre que Clare a disparu. Plus tard, William et Peter apprennent que Roger a été attaqué dans son appartement, et l'agresseur a laissé derrière lui un mouchoir avec les initiales "A. M". Peter pense qu'il pourrait appartenir au bras droit de Philip, Al Martin (Noel Madison) qui a récemment quitté la ville. Le corps de Clare est retrouvé plus tard, ainsi que l'arme que Philip lui a prise. Le garçon d'ascenseur révèle qu'il a vu un homme correspondant à la description de Philip au même étage où se trouve la chambre de Clare.
William arrête Philip qui avoue le meurtre mais sort une arme et s'échappe. William pense qu'il protège quelqu'un d'autre et n'a pas vraiment tué Clare. Dixie accepte un rendez-vous avec Roger et un photographe les prend en photo ensemble. Dans une rage jalouse, Helen renvoie Dixie et Peter prend sa jalousie qu'elle n'est pas vraiment la sœur de Roger. William et Peter les interrogent et Helen avoue qu'elle a tué Clare en état de légitime défense lorsque Clare a menacé sa vie. William apprend au téléphone que Clare est l'ex-femme de George Kilpatrick. Il confronte plus tard Helen et Philip qui se cachait chez elle sort. Hélène et Roger s'échappent dans la confusion. Après une poursuite, ils sont capturés et avouent les deux meurtres. William dit à Peter qu'Al et Clare voulaient briser Philip' l'engagement de Clare et que Philip essayait de prendre le blâme pour le meurtre de Clare pour protéger Helen. Ensuite, ils approchent tous les deux Dixie pour un rendez-vous, mais elle part avec un officier de marine.

## Fiche technique
- Titre : A Shot in the Dark
- Réalisation : William C. McGann
- Assistant réalisateur : Philip Quinn
- Scénario : M. Coates Webster d'après une histoire de Frederick Nebel
- Photographie : James Van Trees
- Montage : Harold McLernon
- Musique : Adolph Deutsch, William Lava (non crédité), Howard Jackson
- Direction artistique : Stanley Fleischer
- Décors :
- Costumes : Milo Anderson
- Son :	Oliver S. Garretson
- Producteurs : Bryan Foy,  William Jacobs (producteur associé)
- Société de production : Warner Bros.
- Société de distribution : Warner Bros.
- Pays d'origine :  États-Unis
- Langue : Anglais
- Format : Noir et blanc — 35 mm — 1,37:1 — Son : Mono  (RCA Sound System)
- Genre : Comédie dramatique
- Durée : 57 minutes
- Dates de sortie : 
  - États-Unis : 5 avril 1941

## Distribution
- William Lundigan : Peter 'Pete' Kennedy
- Nan Wynn : Dixie Waye
- Ricardo Cortez : Philip 'Phil' Richards
- Regis Toomey : Det. Lt. William 'Bill / Willie' Ryder
- Maris Wrixon : Helen Armstrong
- Lucia Carroll : Clare Winters
- Donald Douglas : Roger Armstrong
- Noel Madison : Al Martin
- John Gallaudet : Jake Schaffer
- Frank Wilcox : Lt. Cmdr. Darling
- Theodore von Eltz : George Kilpatrick
- Lee Phelps : Police Sgt. Blaney
- Frank M. Thomas : Det. Lt. Klein
- Emory Parnell : Det. Marsotti
- Garrett Craig : Officier Connors
- Jack Wise : Photographe